# Raiders de Colgate
Les Raiders de Colgate – en anglais Colgate University Raiders – est un club omnisports universitaire de l'université Colgate, située à Hamilton dans l'État de New York aux États-Unis. Les équipes des Raiders participent aux compétitions universitaires organisées par la National Collegiate Athletic Association.

## Hockey sur glace
L'équipe de hockey sur glace masculine fait partie de la conférence ECAC Hockey, évoluant en division 1. Elle atteint la finale du championnat national NCAA une seule fois en 1990.